# Ligne 8 du tramway d'Anvers
Pour les articles homonymes, voir Ligne 8.
La ligne 8 du tramway d'Anvers est, depuis repris le 18 avril 2015, une ligne du prémétro d'Anvers qui relie la station Astrid à Wommelgem. Jusqu'au 31 août 2012, c'était une ligne de tramway qui reliait Deurne (Silsburg) à Groenplaats.

## Histoire
18 avril 2015 : mise en service entre la station de prémétro Astrid et Wommelgem P+R.
3 juin 2017 : extension d'Astrid vers Anvers Sud.
3 avril 2018 : suppression du service sur la Herentalsebaan pour cause de travaux, terminus reporté à Deurne Schotensesteenweg via les voies de la ligne 10, desserte du P+R de Wommelgem reprise par la ligne 9 prolongée depuis Deurne Eksterlaar.
22 décembre 2018 : fin des travaux sur la Herentalsebaan, reprise de l'itinéraire vers Wommelgem P+R.
État au 1er septembre 2019 : 8 Anvers Sud - Wommelgem P+R.
7/8 décembre 2019 : section Opera - Anvers Sud repris par la ligne 1, service limité à Anvers Astrid - Wommelghem P+R.

## Tracé et stations

### Les stations
|  |   |  | Station                   | Lat/Long                    | Commune   | Correspondances                                             |
|  | - |  | ------------------------- | --------------------------- | --------- | ----------------------------------------------------------- |
|  | O |  | P+R Wommelgem             | 51° 12′ 42″ N, 4° 29′ 29″ E | Wommelgem | P+R                                                         |
|  | o |  | Van Riel                  | 51° 12′ 37″ N, 4° 28′ 32″ E | Anvers    |                                                             |
|  | o |  | Florent Pauwels           | 51° 12′ 21″ N, 4° 28′ 16″ E | Anvers    | Ligne 9 du tramway d'Anvers · Ligne 24 du tramway d'Anvers  |
|  | o |  | Waterbaan                 | 51° 12′ 30″ N, 4° 27′ 49″ E | Anvers    | Ligne 24 du tramway d'Anvers                                |
|  | o |  | Muggenberg                | 51° 12′ 34″ N, 4° 27′ 22″ E | Anvers    | Ligne 24 du tramway d'Anvers                                |
|  | o |  | Zegel                     | 51° 12′ 51″ N, 4° 26′ 34″ E | Anvers    | Ligne 10 du tramway d'Anvers · Ligne 24 du tramway d'Anvers |
|  | O |  | Astrid - Centraal Station | 51° 13′ 08″ N, 4° 25′ 17″ E | Anvers    | SNCB                                                        |

## Exploitation de la ligne
La ligne 8 est exploitée par De Lijn.

### Fréquence
La ligne 8 a une fréquence d'un tram toutes les dix minutes en journée, et d'un tram toutes les quinze minutes en soirée.

### Matériel roulant
La ligne est exploitée à l'aide de rames Bombardier Hermelijn.